# Сарчедо
Сарчедо (итал. Sarcedo) — коммуна в Италии, располагается в провинции Виченца области Венеция.
Население составляет 5290 человек (на 2004 г.), плотность населения составляет 384,45 чел./км². Занимает площадь 13,76 км². Почтовый индекс — 36030. Телефонный код — 0445.
Покровителем населённого пункта считается святой апостол Андрей. Праздник ежегодно празднуется 30 ноября.